# Fokozatos felelősség
A fokozatos felelősség a magyar sajtójog egykori jogintézménye volt. 

## A Pallas nagy lexikonában
Fokozatos felelősség sajtóügyekben, az u. n. responsabilité par cascades, amely felelősségi rendszert hazája után belga rendszernek is szokták nevezni, abban áll, hogy ellentétben a közönséges büntetőjogi felelősséggel, amely szerint a bűnrészesek az általuk v. közreműködésük mellett elkövetett bűncselekményért valamennyien felelősséggel tartoznak, - a sajtótermék közzétételénél közreműködő személyek nem együttesen, hanem bizonyos sorrendben vonatnak felelősségre és akként, hogy mindegyikük előzőjének megnevezése által saját felelősségét elháríthatja. Ezt a rendszert fogadta el a magyar sajtótörvény. 1848. évi XVIII. t.-c., mely 13 §-a szerint: Sajtóvétségért büntettetik: a szerző; ha ezt nem tudatnék, a kiadó, ha ez sem tudatnék, a nyomda v. metsző intézet tulajdonosa. A 33 § szerint időszaki lapban megjelent cikkért, ha a szerző felelősségre nem vonattathatnék, a nyilatkozatban kijelölt felelős személyek is feleletteherrel tartoznak. Az újabb elmélet egyetért abban, hogy a fokozatos felelősségnek az a szabadelvűsége, amelynél fogva dacára a bűnös közreműködők többségének, mindig csak egy bűnhődik, a többiek büntetlenül maradnak, a sajtónak megengedett indokolatlan s a megtorlás társadalmi érdekével ellentétben álló privilégium. De másrészt egyetért abban is, hogy ez a rendszer igazságtalan is, mert nem egyszer ártatlanokat sújt s a bűnösségben gyökerező s attól elválaszthatatlan felelősség helyett fikciókon alapuló formális felelősséget teremt. A kívánatos reform a felelősségnek a közönséges törvény szerinti szabályozásában, tehát sajtóvétségeknél is a bűnrészesség általános szabályainak alkalmazásában áll. A jogrend érdekében azonban azoknak bizonyos irányban kiegészítése szükséges. Bizonyos ugyanis az, hogy az egyes közreműködők tevékenységének múlékonysága, a sajtónak joggal engedélyezett anonimitás a részeseknek kinyomozását, a közreműködés egyes nemei a bűnösségnek megállapítását s bizonyítását megnehezítik, gyakran lehetetlenné teszik, úgyhogy a részesség általános szabályainak merev alkalmazása, a közreműködők nagyobb körének dacára, nem ritkán teljes büntetlenséget eredményezne. A legnevezetesebb kísérlet ebben az irányban az 1874. évi máj. 7. kelt s 1874. évi július 1-jén  életbe lépett német birodalmi sajtótörvény, mely a közönséges büntetőjogi felelősséget a törvény által meghatározott gondatlanság vétségével egészítette ki. A felelősséget szabályozó 20. és 21. §-ok szerint ugyanis: oly cselekményeknél, amelyeknek büntetendőségét valamely nyomtatvány tartalma állapítja meg, a büntetőjogi felelősségre nézve a közönséges büntető törvények irányadók. Időszaki lapoknál a felelős szerkesztő mint tettes büntetendő, ha különös körülmények tettességét ki nem zárják. Ha valamely nyomtatvány tartalma büntetendő cselekmény tényálladékát megállapítja: a felelős szerkesztő; a kiadó (Verleger); a nyomdász; s az aki a nyomtatványt iparszerűen árusította v. különben nyilvánosan terjesztette (terjesztő), amennyiben az előző (20.) § szerint mint tettesek v. részesek büntetés alá nem vehetők: 1000 márkáig terjedhető pénzbüntetéssel, v. elzárással, v. egy évig terjedhető államfogházzal, v. fogházzal büntetendők, ha kötelességszerű gondosságnak alkalmazását v. oly körülményeket nem bizonyítanak, melyek ennek a gondosságnak alkalmazását lehetetlenné tették. A büntetés a fennevezett személyek mindegyikére ki van zárva, ha az első bírósági ítélet kihirdetéséig megnevezi a szerzőt v. beküldőt, akinek beleegyezésével a közzététel történt, vagy ha nem időszaki lapról van szó, a kiadót (Herausgeber), vagy a fent meghatározott sorrend szerinti valamely előzőjét, feltéve, hogy a megnevezett személy valamely német állam bírósági hatósága alatt áll vagy időközben történt elhalálozása esetére valamely német állam birói hatósága alatt állott.

„1791-iki reform-országgyűlés után meginduló és a XIX. század második negyedében nagy erőre kapott liberális törekvések
teremtették meg a cenzúra modernizált folyamányaként első sajtótörvényünket, az 1848: XVIII. t.-c.-ket. Ez a sajtótörvény, mely
a szabadság jegyében született meg, magán hordja e kor lázasan türelmetlen vágyát a teljes függetlenség után, de bizonyos fokig
analóg alapra helyezkedett az ugyanakkori V. Ferdinánd által 1848 március 13-án kiadott osztrák sajtórendszabályokkal és sajtótörvénnyel, azzal a különbséggel mindössze, hogy az osztrák sajtótörvény a szerzőn, kiadón és nyomdászon kívül büntetni rendelte az elárusítót és terjesztőt is. Ez az ideiglenesnek nevezett sajtótörvény az abszolutizmus és provizórium korát kivéve, 1914 április 12-éig volt érvényben. Egészben véve az 1819-iki francia és az 1831-iki belga törvények átdolgozása. A sajtószabadság elvének kategorikus felállításával és a fokozatos felelősségi rendszer keresztülvitelével jelentékenyen elősegítette a sajtó, különösen pedig
a hírlap-irodalom megerősödését. A Btk. megalkotása utáni évtizedekben azonban különösen a napisajtó nagyarányú fejlődésével
kapcsolatos túltengések és a fokozatos felelősségi rendszerrel járó büntetőjogi anomáliák folytán mind erősebb lett a kívánság a sajtótörvény revíziója után. A képviselőház már 1898 március 1-én hozott határozatával felhívta az igazságügyminisztert, hogy egy
rendszeres és végleges sajtótörvény ügyében készíttessen javaslatot a sajtóreform ügyében. Az itt kialakult megállapodások alapján az
igazságügyminisztérium törvényelőkészítő osztályában Bernolák Nándor 1908-ban készítette e! az előadói tervezetet, majd ezt
1909-ben Csizmazia Endrével átdolgozta. Balogh Jenő igazságügyminiszter 1913-ban több szakember véleményének bekérése alapján
újból átdolgoztatta a javaslatot s azt 1913 október 25-én benyújtotta a képviselőházhoz. A javaslat heves parlamenti harc után, mint
1914. évi 14. törvénycikk törvényerőre emelkedett."”